# A.K.A.
A.K.A. (акроним на Also Known As) (на български: С.И.К. (Също известен като)) е осмият студиен албум на американската певица и актриса Дженифър Лопес, издаден през юни 2014 г. Включва в себе си 10 музикални изпълнения, три от които са хитовите сингли „I Luh Ya Papi“, „First Love“ и „Booty“.

## Списък с песните

### Оригинален списък на музикални произведения
1. A.K.A. (с Ти Ай) – 3:48
2. First Love – 3:35
3. Never Satisfied – 3:13
4. I Luh Ya Papi (с French Montana) – 3:27
5. Acting Like That (с Иги Азалия) – 3:17
6. Emotions – 4:13
7. So Good – 3:45
8. Let It Be Me – 3:46
9. Worry No More (с Рик Рос) – 3:49
10. Booty (с Питбул) – 3:23

### Делукс издание
1. Tens (с Jack Mizrahi) – 3:55
2. Troubeaux (с Nas) – 4:05
3. Expertease (Ready Set Go) – 4:04
4. Same Girl (с French Montana) – 4:06

### Японско и Target ексклузивно издание
1. Charades – 2:52
2. Girls (с Тайга) – 4:39